# Lago Khyargas

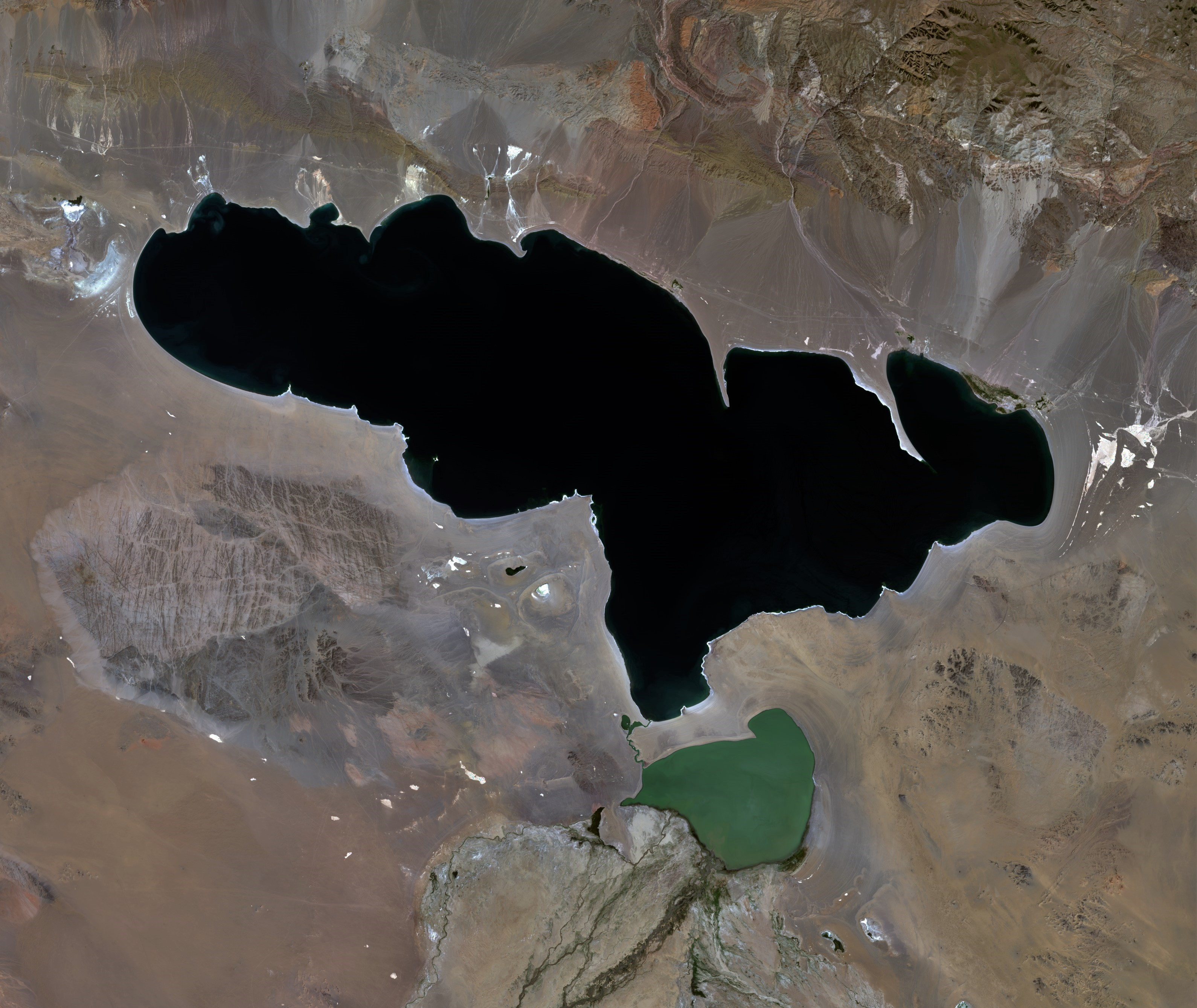
Imagem de satélite do lago Khyargas obtida pelo Landsat-8. O lago menor ao sul do Khyargas é o lago Airag.

O lago Khyargas (em mongol:  Хяргас нуур) é um lago salgado localizado no distrito de Khyargas, província de Uvs, oeste da Mongólia.
Algumas fontes usam diferentes números para o Lago Khyargas: 
- altitude: 1 035,29 m
- superfície: 1 481,1  km²
- profundidade média: 50,7 m
- volume: 75,2  km³.

O Parque Nacional do Lago Khyargas está localizado no lago. Esta área protegida foi estabelecido em 2000 e cobre cerca de 3 328  km². Ele também inclui o lago de água doce Airag.